# Estadio Municipal de Bucay
El Estadio Ítalo Córdova o también conocido como el Estadio Municipal de Bucay es un estadio multiusos. Está ubicado en la ciudad de Bucay, provincia de Guayas. Fue inaugurado el 31 de diciembre de 1969 . Es usado para la práctica del fútbol, Tiene capacidad para 5000 espectadores.
Desempeña un importante papel en el fútbol local, ya que los clubes de vecinas provincias como la de Chimborazo y el Club Deportivo Los Ases hacen o hacían de local en este escenario deportivo, que participan en el Campeonato Provincial de Segunda Categoría de Chimborazo.
También el estadio es usado por clubes de la localidad en distintos eventos deportivos locales y provinciales.
El estadio es sede de distintos eventos deportivos a nivel local, ya que también es usado para los campeonatos escolares de fútbol que se desarrollan en la ciudad en las distintas categorías, también puede ser usado para eventos culturales, artísticos, musicales de la localidad.